# RSX 'Reality Synthesizer'

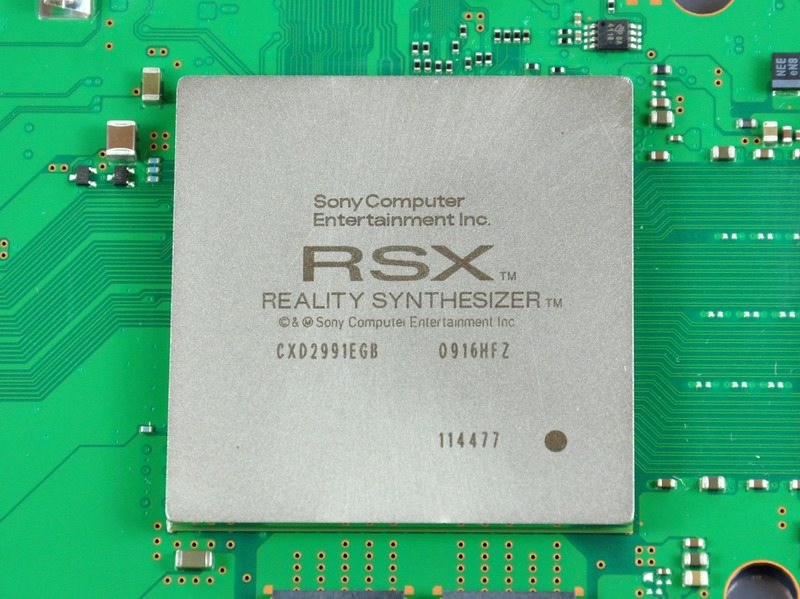
RSX 'Reality Synthesizer' Trên bo mạch chủ PlayStation 3

RSX 'Reality Synthesizer' là một đơn vị xử lý đồ hoạ (GPU) độc quyền được đồng phát triển bởi Nvidia và Sony cho hệ máy game console PlayStation 3. Ngay từ đầu, con chip này đã được Sony thiết kế để tương thích ngược với chip Emotion Engine của PlayStation 2, giúp PlayStation 3 có khả năng chơi được tất cả các game của PlayStation 2, không những thế còn tăng độ phân giải cho các game này lên 1080p khi chơi trên PlayStation 3.
Những thông số sau được lấy từ công bố của Sony tại hội nghị E3 2005, từ các slides từ hội nghị này, và từ các slides mà Sony trình chiếu tại hội nghi Game Developer's Conference 2006.

## Thông tin sơ lược
Sony CEO Jen-Hsun Huang tuyên bố tại hội nghị E3 2005 rằng RSX mạnh gấp đôi CPU Graphics Synthesizer của PlayStation 2.